# Modderi csata
A modderi csata a második búr háború egyik csatája, melyet 1899. november 28-án vívtak az angolok Kimberley felszabadításáért a velük szemben álló búr csapatokkal.

## Hadseregek állapota

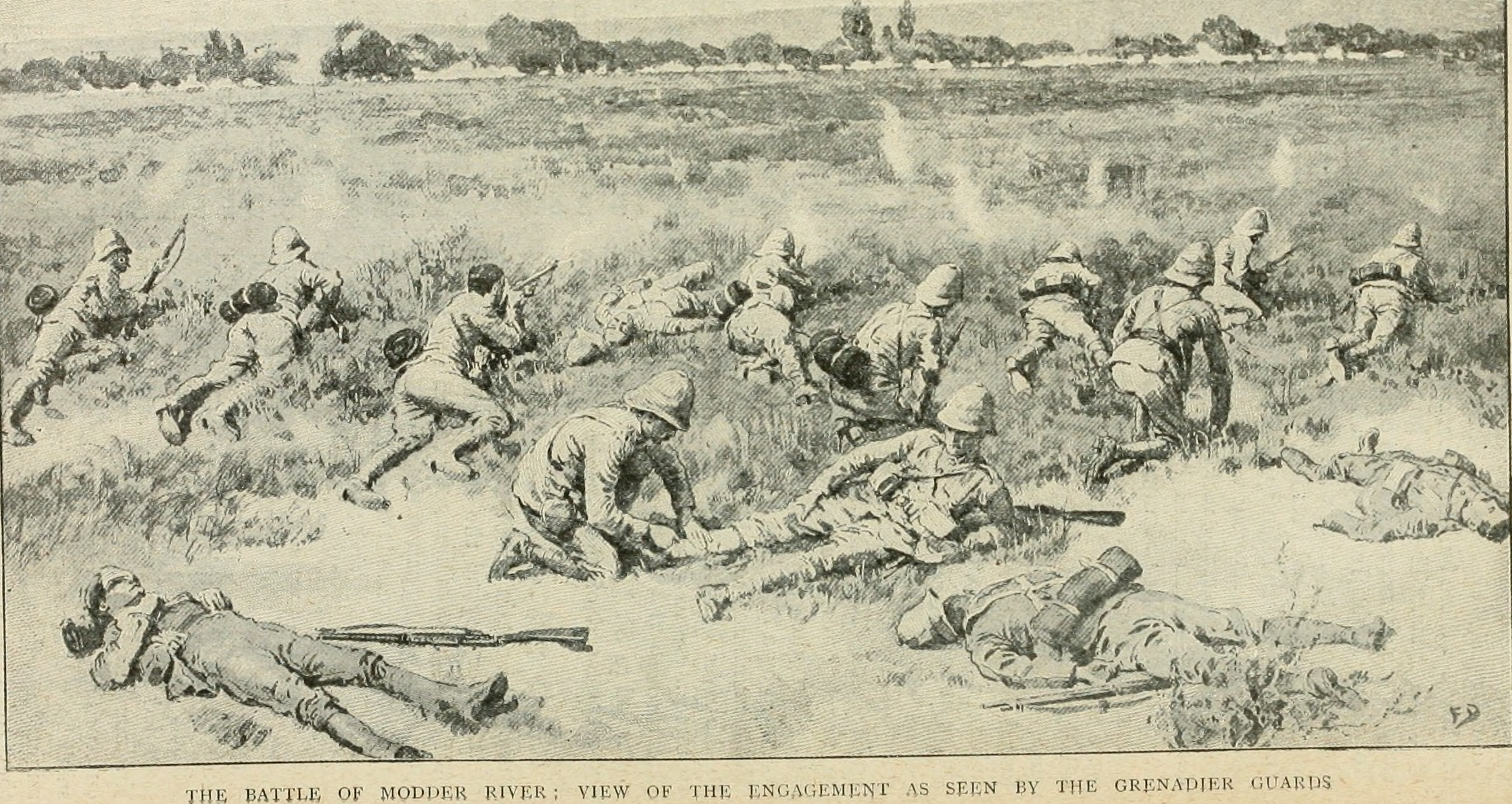
Modderi csata

A búr háború komoly meglepetést jelentett a brit hadsereg számára. A háború kitörése után a brit taktika az egylövetű lőfegyver használata lett. Annak a szükségességét, hogy szoros formációban kell haladni hangsúlyozták az újabb, és újabb gyarmati háborúk, melyek során az angolok általában technikai fejlettséget élveztek. A zulu és a szudáni háború, a nyomasztó ellenséges túlerő háttérbe szorította a szúrófegyvereket, mert a közelharcos ellenséget minél távolabb kellett tartani a távolsági lövészetben erős angoloknak, mivel a közelharcban általában az ellenfél volt fölényben. A brit ezredek a háború előtt néhány évvel kaptak új sisakot a trópusi harcokra. A britek tanulva az első búr háborús hibáikból próbáltak nem feltűnő, terepszínű öltözetet viselni.
A megelőző hónapokban, Piet Joubert búr tábornok, 30 000 német Mauser puskát, számos modern tábori löveget és automata fegyvert vásárolt a német fegyvergyártó a Krupp és a francia cég a Creusot-tól. A búrok nem voltak sem fegyelmezettek, sem képzettek, de hatalmas ellenszenvet éreztek a britek iránt, ez pedig kihatott a morálra. A városi polgárok és a külföldi önkéntesek azonnal elfogadták a búrok harci módszereit.

## A csata menete
A brit katonák megközelítették a búrok védelmi állásait a folyó közelében, mire azok tüzet nyitottak. A búrok védelmi tüze sok áldozatot szedett az angolok közül akik - hogy védjék magukat - kénytelenek voltak kúszva támadni, és fedezéktől fedezékig vonulni. Az angolok azonban nem hátráltak, és rövid időn belül 900 méterre megközelítették a szívós búr ellenállókat. Az angol gárdisták próbálkoztak (pár száz méterrel messzebb) a folyón való átkeléssel, és a búr hadsereg bekerítésével, de ez nem sikerült. A támadók rohamot roham után indítottak, de végül a búr védelem mindig visszaverte őket. Egész napos padhelyzet alakult ki. Az angol katonák iszonyúan szenvedtek a szokatlan hőség, és élelemhiány miatt. Még Methuen is a csatatérre érkezett, hogy lecsillapítsa csapatait, de megsebesült. Az angol hadvezetés időközben előretört és bizonyos egységei behatoltak a búrok állásaiba. Az éjszaka folyamán De la Rey visszavonta a megmaradt búr gerillákat, félve a bekerítéstől. Ezzel az angolok megszerezték újabb győzelmüket.

## Következmények
A csata újabb győzelmet hozott az angoloknak. A búr morál ennyi elvesztett csata után már sohasem lett a régi, Methuen azonban nem vállalkozott a búrok üldözésére, és további kergetésére, mert jobbnak látta ha bevárja a közelben lévő segédcsapatait.

## Lásd még
- Második búr háború
- Búrok
- Piet Cronjé